# Бісмутиніт
Бісмути́ніт, бісмути́н — мінерал класу сульфідів, підкласу простих сульфідів, сірчистий бісмут.

## Склад і властивості
Склад Bi2S3.
Непрозорий, сріблясто-білий з металічним блиском.
Вміст Bi до 81 %. Часто присутні домішки Pb (до 5 %), Cu (до 3,2 %), іноді Sb (до 2,4 %), Se (до 8,8 % в селенобісмутині). Сингонія ромбічна.
Колір від олов'яно-білого до свинцево-сірого, іноді з жовтуватими або синюватими розводами. Блиск металічний. Ріжеться ножем. Спайність довершена в одному напрямі. Твердість 3,5. Густина 6,8. Бісмутин — напівпровідник n-типу. Питомий електричний опір становить в середньому 5,7х102 Ом м.
Бісмутин — гідротермальний мінерал; зустрічається в жильних олов'яно-вольфрамових родовищах і ґрейзенах, в скарнах, в арсено-вісмутових, мідно-вісмутових, золото-вісмутових родовищах, іноді в пегматитах.
Характерний для олов'яних родовищ Болівії і олов'яно-свинцево-цинкових родовищ Японії.
Бісмутин — головний мінерал бісмутових руд, але великі скупчення бісмутину зустрічаються рідко.
Основний метод збагачення — флотація.